# Snedčica
Snedčica je manjši gorski potok, ki izvira nad desnim bregom doline Voje (v bližini Planinske koče na Vojah) v Bohinju. Ob izviru tvori slap. V dolini Voje se kot levi pritok izliva v potok Mostnica, ki se nato pri Bohinjskem jezeru izliva v Savo Bohinjko. 